# В одну-единственную жизнь
«В одну-единственную жизнь» — фильм, производственная драма режиссёра Игоря Апасяна.
Съёмки картины проходили на комбинате Запорожсталь.

## Сюжет
Директору одного из крупнейших металлургических комбинатов СССР Роману Зоренко поставлена задача по модернизации предприятия. Он составляет проект и направляет его в министерство. Однако для реализации проекта требуется полная остановка всего предприятия, чему противится начальство. Из-за давления сверху директор решает переделать проект в ущерб качеству, но его мучает совесть. В конце концов он решает пойти против системы и отстаивает свою точку зрения в противостоянии с обкомом КПСС. 
В романтической линии картины Зоренко один воспитывает дочь Вику. Его связывают длительные отношения с Ириной, однако она не хочет связывать себя с тем, кто полностью посвящает себя только работе.  

## В ролях
- Николай Олялин — Роман Зоренко, директор завода
- Эрнст Романов — Груздев
- Ада Роговцева — Ирина
- Вячеслав Баранов — Сеня
- Евгения Добровольская — Вика, дочь Зоренко
- Александр Бордуков — главный инженер завода
- Борис Зайденберг — Сергей Борисович, секретарь обкома
- Игорь Черницкий — водитель Витя
- Евгений Смирнов — эпизод
- Олег Корчиков